# British Columbia Hockey League
British Columbia Hockey League (BCHL), tidigare British Columbia Junior Hockey League (BCJHL), är en nordamerikansk binationell juniorishockeyliga som är i stora delar baserat i den kanadensiska provinsen British Columbia och är exklusivt för ishockeyspelare mellan åldrarna 16 och 20 år.
Ligan grundades 1961 och är sanktionerad av både Hockey Canada och BC Hockey. BCHL leds av den före detta ishockeybacken John Grisdale, som spelade i den professionella ishockeyligan National Hockey League (NHL) mellan 1972 och 1979.

## Lagen

### Nuvarande
Källa: 
| Interior Division - Merritt Centennials - Penticton Vees - Salmon Arm Silverbacks - Trail Smoke Eaters - Vernon Vipers - Wenatchee Wild - West Kelowna Warriors | Island Division - Alberni Valley Bulldogs - Cowichan Valley Capitals - Nanaimo Clippers - Powell River Kings - Victoria Grizzlies | Mainland Division - Chilliwack Chiefs - Coquitlam Express - Langley Rivermen - Prince George Spruce Kings - Surrey Eagles |

### Före detta
| - Abbotsford Falcons - Abbotsford Flyers - Bellingham Blazers - Bellingham Ice Hawks - Burnaby Blue Hawks - Burnaby Bulldogs - Burnaby Express - Chilliwack Bruins - Chilliwack Colts - Chilliwack Eagles - Coquitlam Comets - Cowichan Valley Whalers - Delta Flyers - Delta Suns - Esquimalt Buccaneers - Juan de Fuca Whalers - Kamloops Braves - Kamloops Chiefs - Kamloops Jr. Rockets - Kamloops Kraft Kings - Kamloops Rockets - Kelowna Buckaroos - Kelowna Packers | - Kelowna Spartans - Ladner Penguins - Langley Chiefs - Langley Eagles - Langley Hornets - Langley Lords - Langley Thunder - Maple Ridge Blazers - Maple Ridge Bruins - Merritt Warriors - New Westminster Royals - Nor'Wes Caps - Penticton Broncos - Penticton Jr. Vees - Penticton Knights - Penticton Panthers - Powell River Paper Kings - Quesnel Millionaires - Revelstoke Bruins - Revelstoke Rangers - Revelstoke Rockets - Richmond Sockeyes - Salmon Arm/Shuswap Blazers | - Salmon Arm Tigers - Salmon Arm Totems - Sidney Capitals - South Surrey Eagles - Summerland Buckaroos - Vancouver Blue Hawks - Vancouver Centennials - Vancouver Villas - Vernon Blades - Vernon Canadians - Vernon Essos - Vernon Jr. Canadians - Vernon Lakers - Vernon Rockets - Victoria Cougars - Victoria Salsa - Victoria Warriors - Westside Warriors - White Rock Centennials - Williams Lake Timberwolves |

## Mästare
Samtliga lag som har vunnit BCHL:s slutspel sedan starten av ligan.
| - 1961–1962: Kamloops Rockets - 1962–1963: Kamloops Rockets - 1963–1964: Kamloops Rockets - 1964–1965: Kelowna Buckaroos - 1965–1966: Kamloops Rockets - 1966–1967: Penticton Broncos - 1967–1968: Penticton Broncos - 1968–1969: Victoria Cougars - 1969–1970: Vernon Essos - 1970–1971: Kamloops Rockets - 1971–1972: Vernon Essos - 1972–1973: Penticton Broncos - 1973–1974: Kelowna Buckaroos - 1974–1975: Bellingham Blazers - 1975–1976: Nanaimo Clippers - 1976–1977: Nanaimo Clippers - 1977–1978: Nanaimo Clippers - 1978–1979: Bellingham Blazers - 1979–1980: Penticton Knights | - 1980–1981: Penticton Knights - 1981–1982: Penticton Knights - 1982–1983: Abbotsford Flyers - 1983–1984: Langley Eagles - 1984–1985: Penticton Knights - 1985–1986: Penticton Knights - 1986–1987: Richmond Sockeyes - 1987–1988: Vernon Lakers - 1988–1989: Vernon Lakers - 1989–1990: New Westminster Royals - 1990–1991: Vernon Lakers - 1991–1992: Vernon Lakers - 1992–1993: Kelowna Spartans - 1993–1994: Kelowna Spartans - 1994–1995: Chilliwack Chiefs - 1995–1996: Vernon Vipers - 1996–1997: South Surrey Eagles - 1997–1998: South Surrey Eagles - 1998–1999: Vernon Vipers | - 1999–2000: Chilliwack Chiefs - 2000–2001: Victoria Salsa - 2001–2002: Chilliwack Chiefs - 2002–2003: Vernon Vipers - 2003–2004: Nanaimo Clippers - 2004–2005: Surrey Eagles - 2005–2006: Burnaby Express - 2006–2007: Nanaimo Clippers - 2007–2008: Penticton Vees - 2008–2009: Vernon Vipers - 2009–2010: Vernon Vipers - 2010–2011: Vernon Vipers - 2011–2012: Penticton Vees - 2012–2013: Surrey Eagles - 2013–2014: Coquitlam Express - 2014–2015: Penticton Vees - 2015–2016: West Kelowna Warriors - 2016–2017: Penticton Vees |

## Spelare

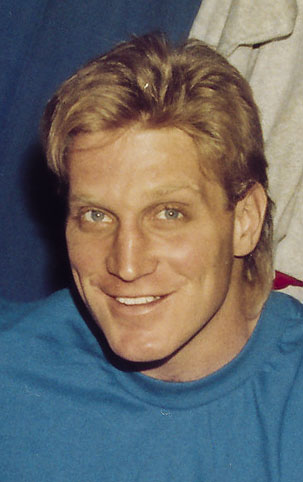
Brett Hull.

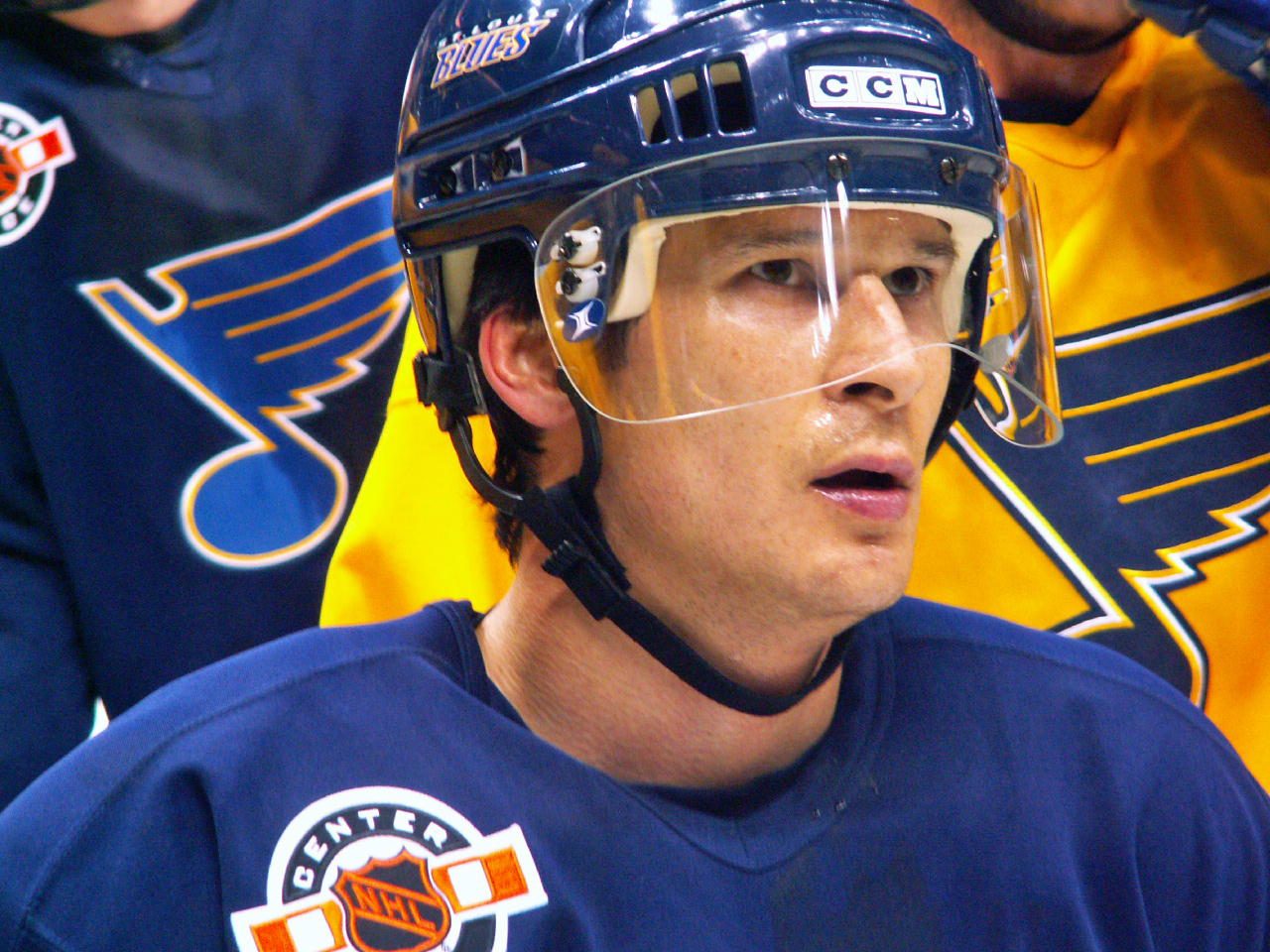
Paul Kariya.

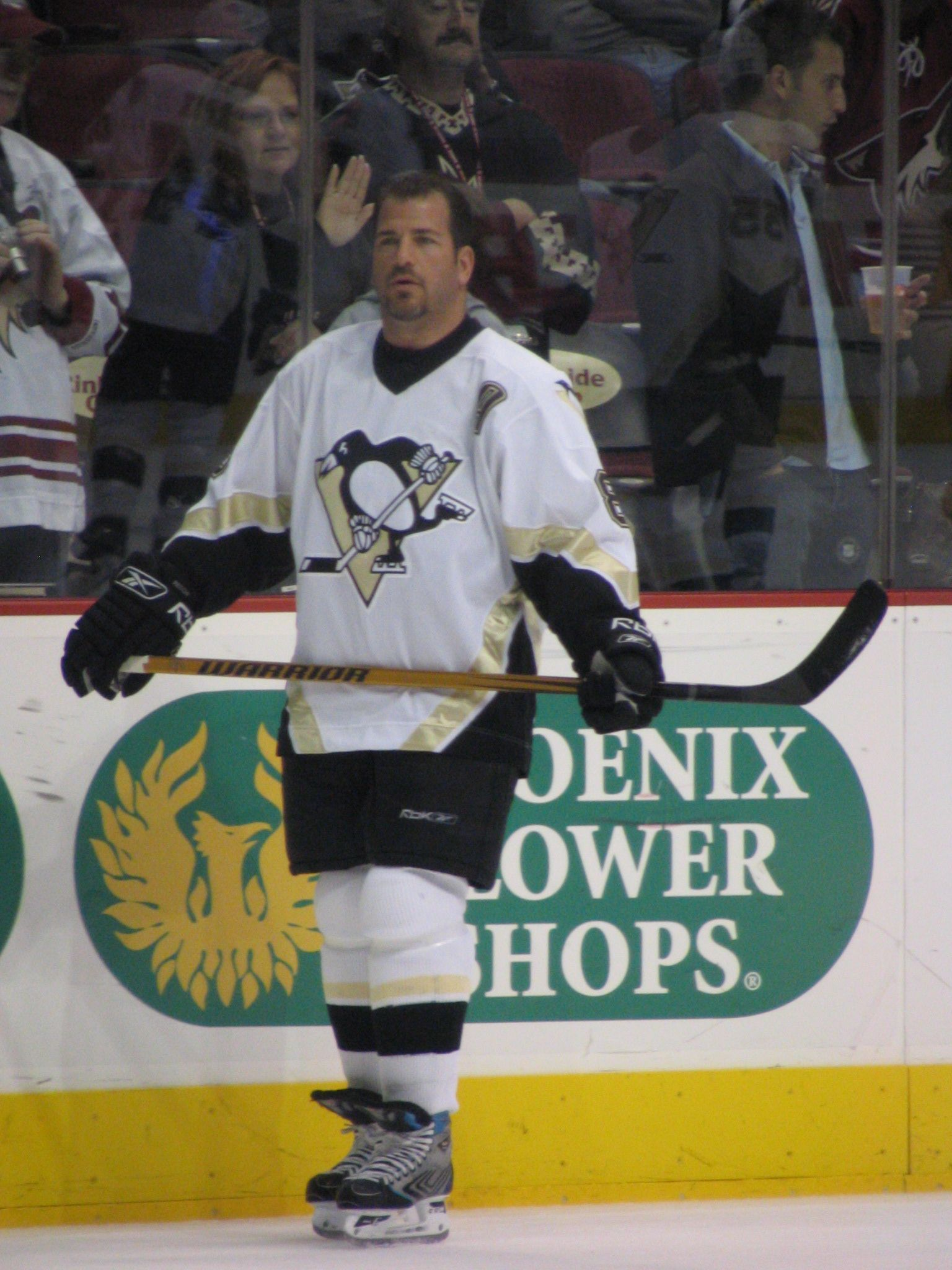
Mark Recchi.

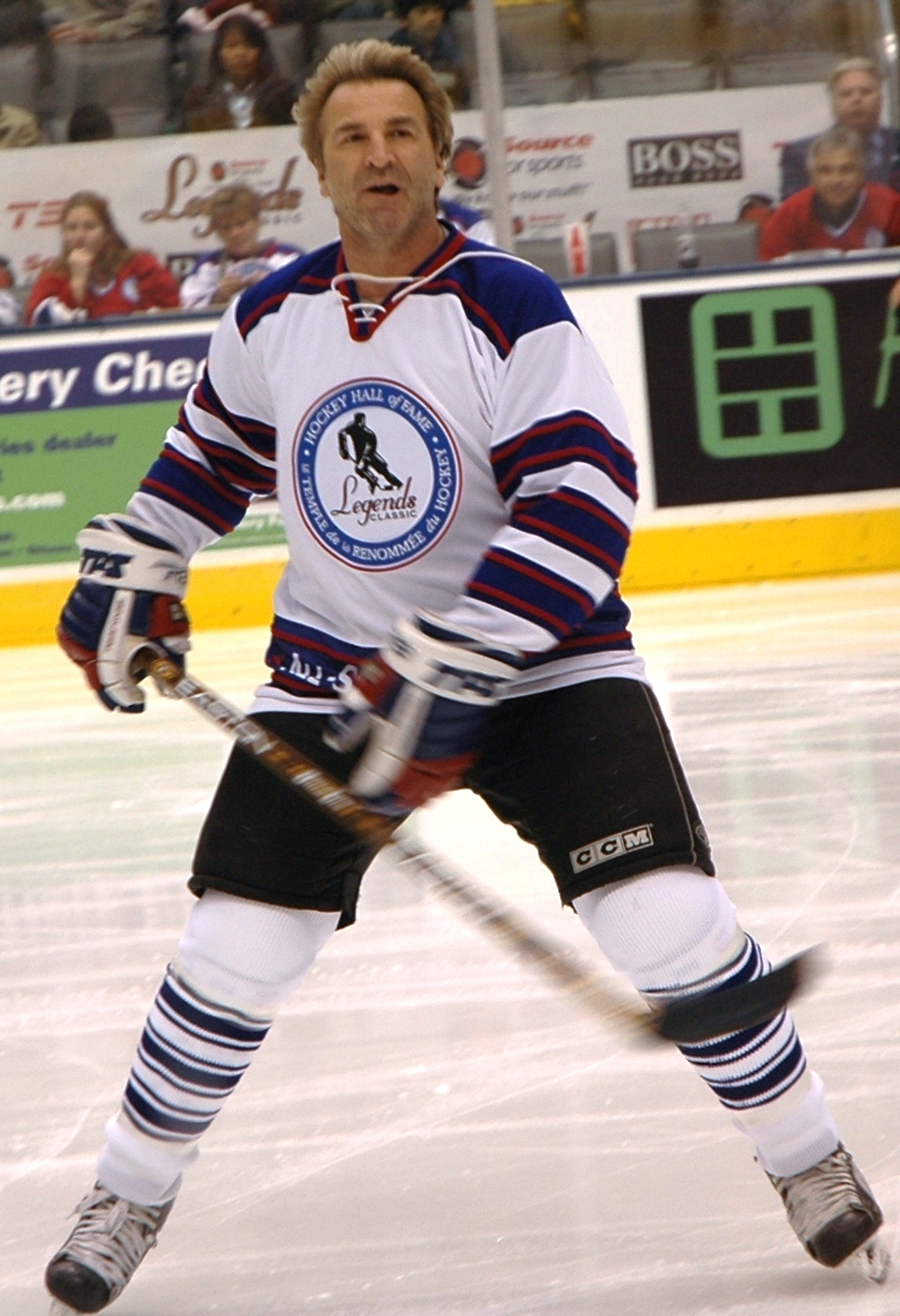
Glenn Anderson.

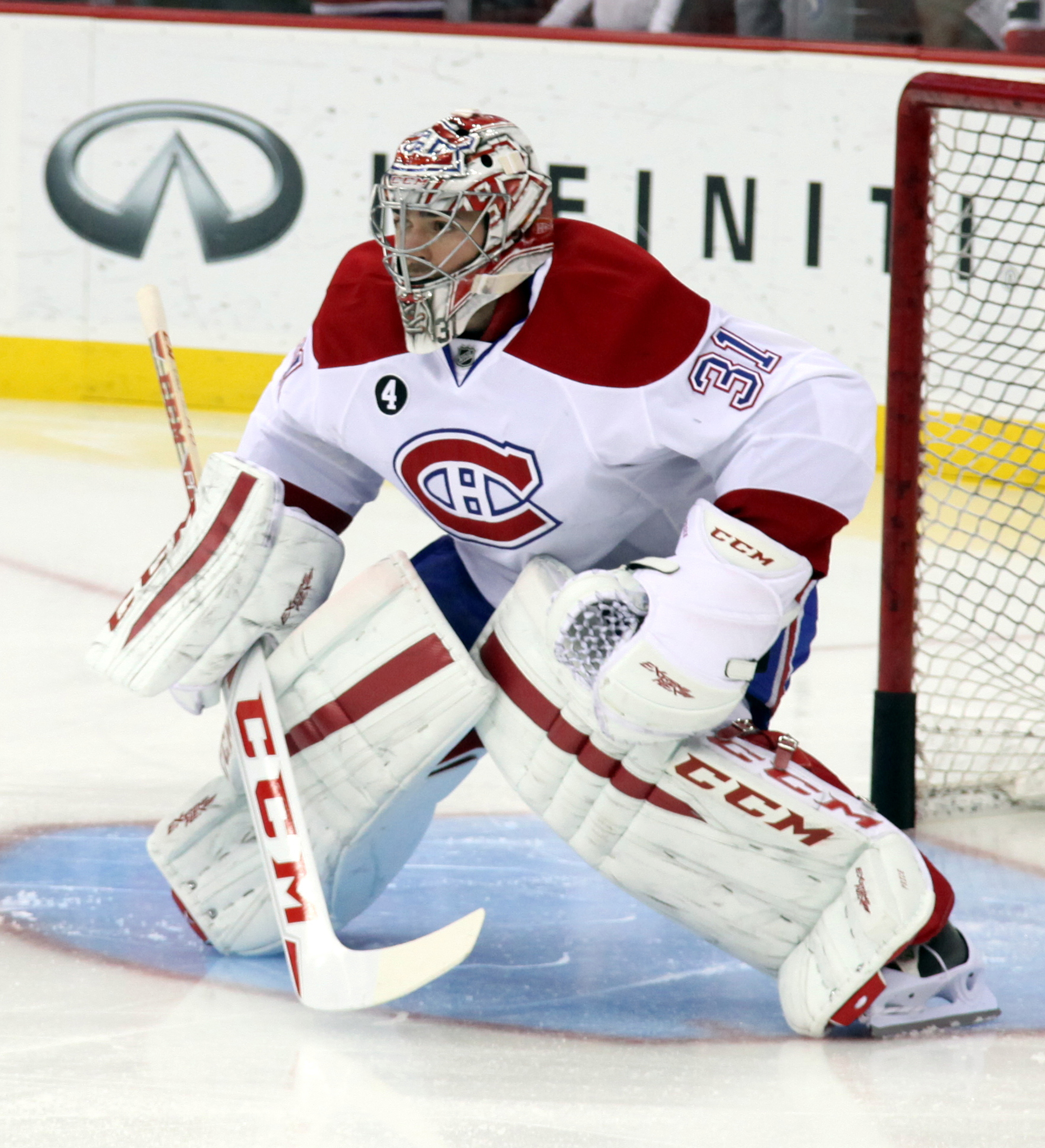
Carey Price.

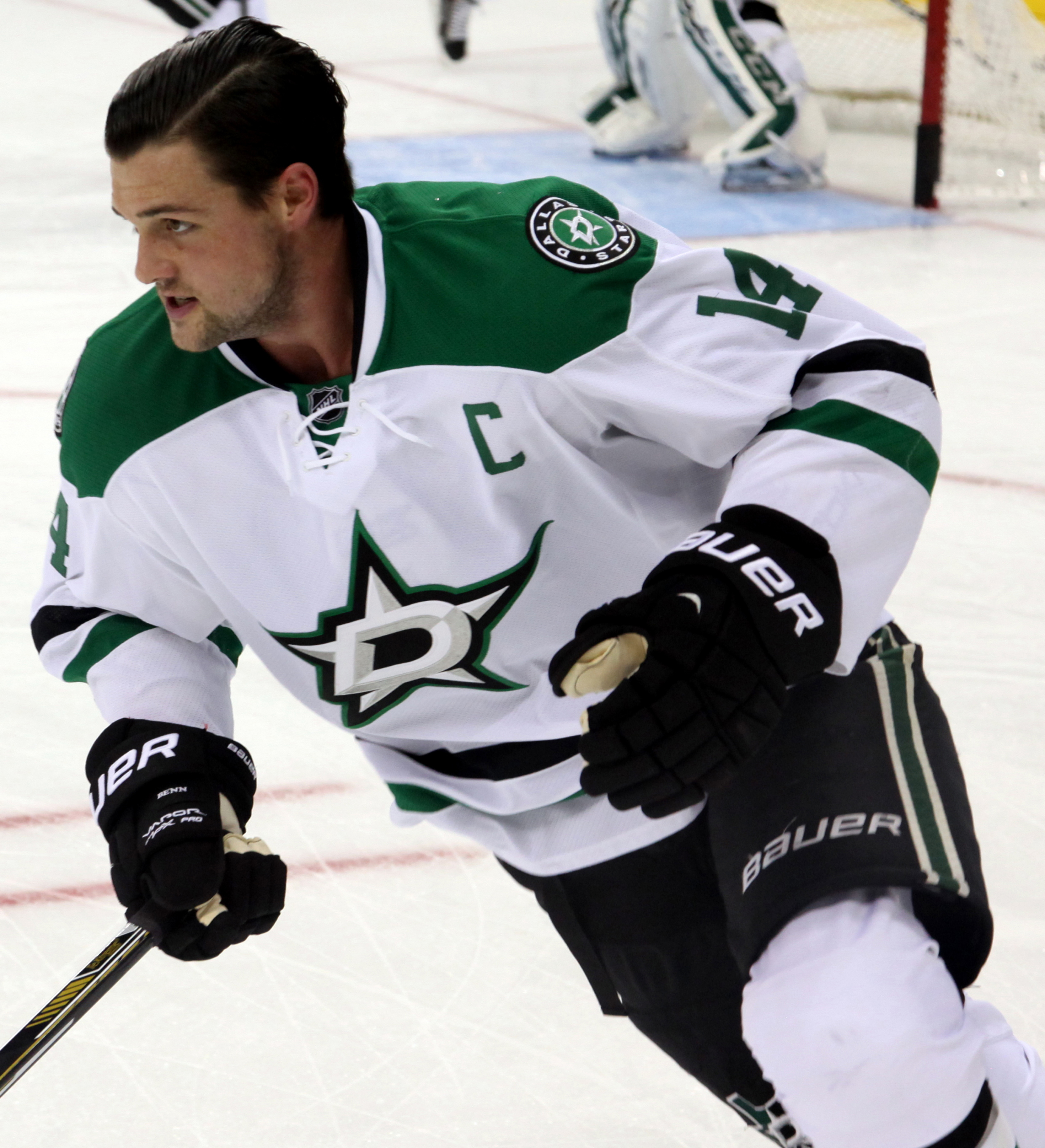
Jamie Benn.

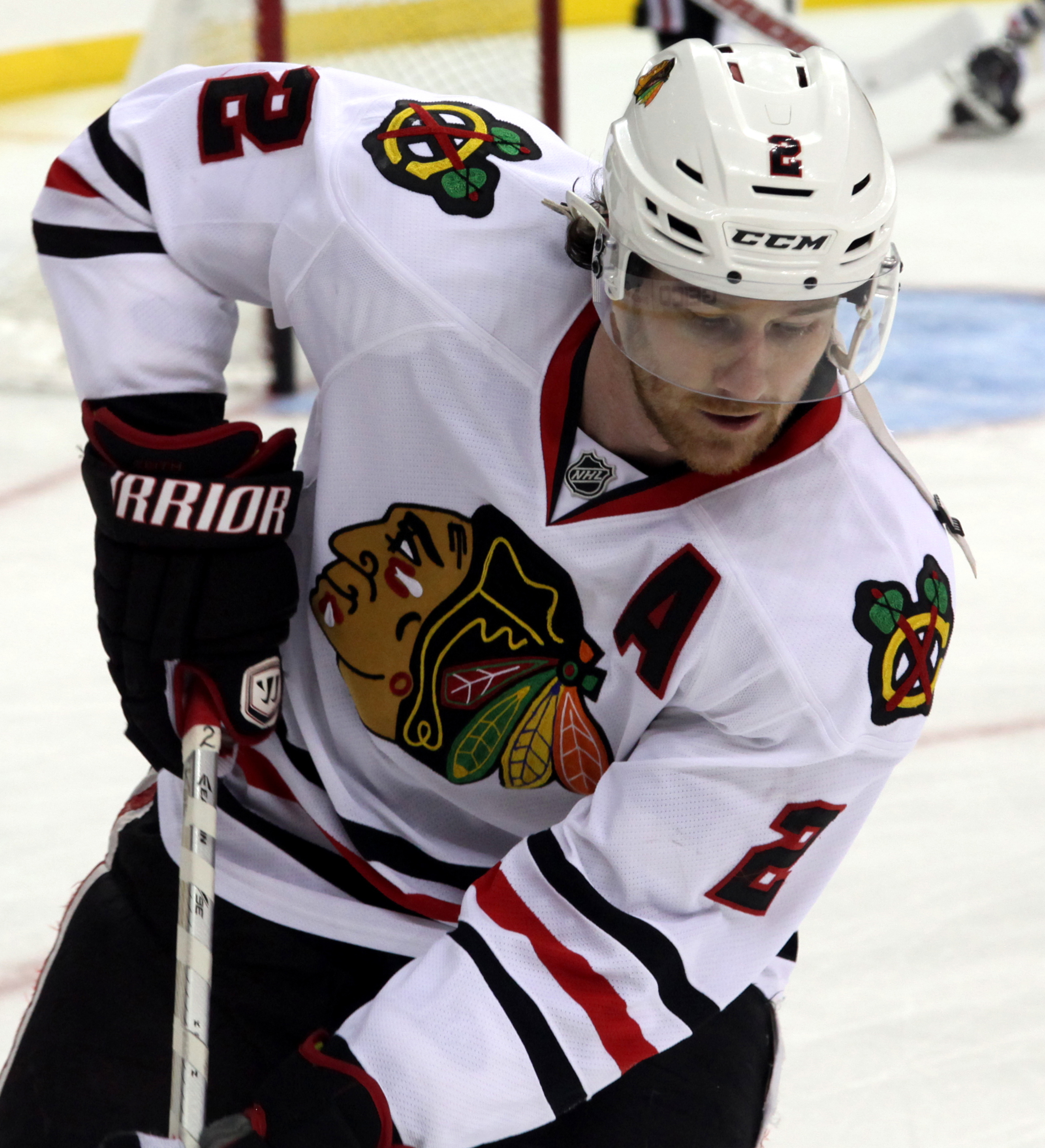
Duncan Keith.

Ett urval av ishockeyspelare som har spelat en del av sina ungdomsår i BCHL och är/var etablerad och/eller har spelat minst 200 grundspelsmatcher i NHL.
| Målvakter - Byron Dafoe - Olaf Kölzig - Andy Moog - Carey Price | Backar - Bruce Affleck - Murray Baron - Tyson Barrie - Barry Beck - Wayne Bianchin - Brad Bombardir - Al Cameron - Wade Campbell - Robert Dirk - Jeff Finley - Greg Fox - Bob Gassoff - Ron Greschner - Bob Hess - Matt Irwin - Duncan Keith - Rick Lapointe - Dave Lewis - Doug Lidster - Jason Marshall - Brad Maxwell - Bob McGill - Jack McIlhargey - Larry Melnyk - Willie Mitchell - Gary Nylund - Larry Playfair - Rudy Poeschek - Justin Schultz - Paul Shmyr - Tim Watters | Forwards - Greg Adams - Greg Adams - Glenn Anderson - Ed Beers - Jamie Benn - Beau Bennett - Tyler Bozak - Mel Bridgman - Gilbert Brulé - Jan Bulis - Gene Carr - Blair Chapman - Geoff Courtnall - Tony Currie - Paul Cyr - Ron Delorme - Dallas Drake - Andrew Ebbett - Dean Evason - Todd Ewen - Ray Ferraro - Ron Flockhart - Curt Fraser - Tanner Glass - Scott Gomez - Jim Harrison - Al Hill - Shawn Horcoff - Garry Howatt - Brett Hull - Tim Hunter - Ryan Johansen - Ed Johnstone - David Jones - Paul Kariya - John-Paul Kelly - Alan Kerr - Reg Kerr - Jason Krog - Richard Kromm - Paul Kruse - Bill Lindsay - Milan Lucic - Gary Lupul - Glen Metropolit - Brendan Morrison - Bill Muckalt - Grant Mulvey - Paul Mulvey - Don Murdoch - Joe Murphy - Chris Murray - Don Nachbur - Bob Nystrom - John Ogrodnick - David Oliver - Barry Pederson - Matt Pettinger - Mark Recchi - Torrie Robertson - Cliff Ronning - Randy Rota - Stan Smyl - Jeff Tambellini - Mark Taylor - Kyle Turris - Ryan Walter - Tiger Williams |